# Герасимець Володимир Григорович
Володимир Григорович Герасимець (7 лютого 1970, Київ) — український футболіст, що грав на позиції півзахисника та захисника. Відомий за виступами за низку українських клубів різних ліг, у тому числі у складі вінницької «Ниви» у вищій українській лізі. Після закінчення виступів на футбольних полях — український футбольний тренер.

## Клубна кар'єра
Володимир Герасимець народився у Києві. Розпочав виступи у командах майстрів у 1989 році в складі команди другої ліги «Динамо» з Білої Церкви. У складі білоцерківців грав до розпаду СРСР у другій лізі. З початку розіграшу першості незалежної України грав у білоцерківській команді, яка змінила назву на «Рось», у першій українській лізі. На початку сезону 1993—1994 років Володимир Герасимець став гравцем команди вищої української ліги «Нива» з Вінниці. У вінницькій команді провів півроку, за які зіграв 17 матчів у вищій лізі. На початку 1994 року Герасимець перейшов до складу команди першої ліги «Десна» з Чернігова, проте зіграв у команді лише 3 матчі. На початку сезону 1994—1995 років Володимир Герасимець став гравцем команди третьої ліги «Схід» зі Славутича. У другій половині сезону футболіст знову грав у білоцерківській команді, яка на той час знову змінила назву на «Трансімпекс-Рось», та грала вже у другій лізі. У 1995 році Герасимець став гравцем команди другої ліги «Система-Борекс» з Бородянки, в якій грав до кінця 1996 року.
У 1997 році Володимир Герасимець не грав у професійних футбольних командах. На початку 1998 року він стає гравцем команди «Оболонь», яка грала в другій лізі. За підсумками сезону 1998—1999 років «Оболонь» піднялась до першої ліги, проте за підсумками сезону 1999—2000 років команда повернулась до другої ліги. Володимир Герасимець грав у складі «Оболоні» як і під час виступів у першій лізі, так і до кінця 2000 року вже в другій лізі. У кінці 2000 року Герасимець завершив виступи в професійних командах, після чого грав у аматорських клубах «Титан» з Іршанська та «Зірка» з Києва. У 2006—2008 році грав за футзальну команду та команду з пляжного футболу «Солстрой». Після остаточного завершення виступів на футбольних полях Володимир Герасимець став футбольним тренером, працював куратором вищої ліги Дитячо-юнацької футбольної ліги України.